# Кіржемани (Атяшевський район)
Кіржема́ни (рос. Киржеманы, ерз. Трокс кужо) — село у складі Атяшевського району Мордовії, Росія. Адміністративний центр Кіржеманського сільського поселення.
У селі народився Герой Радянського Союзу Яксаргін Василь Володимирович (1915-2009).

## Населення
Населення — 625 осіб (2010; 693 у 2002).
Національний склад (станом на 2002 рік):
- ерзяни — 96 %